# Voltooid Verleden Tijd (single)
Voltooid Verleden Tijd is een nummer van de Groninger band Is Ook Schitterend!. Het nummer is afkomstig van het   debuutalbum Hemel & Aarde uit 1997. Het nummer was tevens hun debuutsingle en werd in augustus dat jaar uitgebracht.

## Geschiedenis
Is Ook Schitterend is een popband uit de stad Groningen, opgericht in 1996 door studenten van de studentenvereniging RKSV Albertus Magnus. 
Ze deden mee in 1997 aan het AHC Songfestival (waar eerder Guus Meeuwis al succes had gehad met Het is een nacht) en wonnen met het nummer Voltooid Verleden Tijd.
Ze kwamen onder de aandacht van de bekende producer Michiel Hoogenboezem, die het nummer met ze opnam en uitbracht op single.
De single werd een succes en betekende de landelijke doorbraak van de band. 
De single was in week 40 van 1997 de 240e Megahit van de week op destijds Radio 3FM en werd een grote hit. De single bereikt de 6e positie in de Nederlandse Top 40 op destijds Radio 538 en de 12e positie in de Mega Top 100 op Radio 3FM.
In België werd de single wel regelmatig gedraaid op de radio, maar bereikte desondanks de Vlaamse Ultratop 50 en de Vlaamse Radio 2 Top 30 niet.
Het debuutalbum Hemel & Aarde bereikte in Nederland de 36e positie in de Album Top 100.

## Tracklist
Cd-single (BUCS 1155):
1. Voltooid Verleden Tijd (M. vd Voorn / J. Marsman) (04:51)

## Muzikanten
- Joost Marsman – Zang
- Marc van der Voorn – Toetsen
- Rubin Geurts – Drums
- Jasper Bos – Basgitaar
- Sander Rozeboom – Gitaar
- Matthijs van Dongen – Gitaar
- Joost Haartsen – Toetsen / Zang

Overig
- Michiel Hoogenboezem – Productie, Opname en Mixer.
- Erika Hepping – Fotografie.
- Erika Hepping & Marc van der Voorn – Concept Hoes-idee.

## Hitnoteringen

### Nederlandse Top 40
| Positie: | 30 | 20 | 16 | 11 | 7 | 6 | 8 | 12 | 16 | 27 | 32 | uit |

### Mega Top 100
| Hitnotering: 06-09-1997 t/m 17-01-1998 | Hitnotering: 06-09-1997 t/m 17-01-1998 | Hitnotering: 06-09-1997 t/m 17-01-1998 | Hitnotering: 06-09-1997 t/m 17-01-1998 | Hitnotering: 06-09-1997 t/m 17-01-1998 | Hitnotering: 06-09-1997 t/m 17-01-1998 | Hitnotering: 06-09-1997 t/m 17-01-1998 | Hitnotering: 06-09-1997 t/m 17-01-1998 | Hitnotering: 06-09-1997 t/m 17-01-1998 | Hitnotering: 06-09-1997 t/m 17-01-1998 | Hitnotering: 06-09-1997 t/m 17-01-1998 | Hitnotering: 06-09-1997 t/m 17-01-1998 | Hitnotering: 06-09-1997 t/m 17-01-1998 | Hitnotering: 06-09-1997 t/m 17-01-1998 | Hitnotering: 06-09-1997 t/m 17-01-1998 | Hitnotering: 06-09-1997 t/m 17-01-1998 | Hitnotering: 06-09-1997 t/m 17-01-1998 | Hitnotering: 06-09-1997 t/m 17-01-1998 | Hitnotering: 06-09-1997 t/m 17-01-1998 | Hitnotering: 06-09-1997 t/m 17-01-1998 | Hitnotering: 06-09-1997 t/m 17-01-1998 | Hitnotering: 06-09-1997 t/m 17-01-1998 |
| Week:                                  | 1                                      | 2                                      | 3                                      | 4                                      | 5                                      | 6                                      | 7                                      | 8                                      | 9                                      | 10                                     | 11                                     | 12                                     | 13                                     | 14                                     | 15                                     | 16                                     | 17                                     | 18                                     | 19                                     | 20                                     |                                        |
| -------------------------------------- | -------------------------------------- | -------------------------------------- | -------------------------------------- | -------------------------------------- | -------------------------------------- | -------------------------------------- | -------------------------------------- | -------------------------------------- | -------------------------------------- | -------------------------------------- | -------------------------------------- | -------------------------------------- | -------------------------------------- | -------------------------------------- | -------------------------------------- | -------------------------------------- | -------------------------------------- | -------------------------------------- | -------------------------------------- | -------------------------------------- | -------------------------------------- |
| Positie:                               | 87                                     | 78                                     | 65                                     | 54                                     | 49                                     | 41                                     | 25                                     | 18                                     | 12                                     | 12                                     | 12                                     | 14                                     | 17                                     | 18                                     | 23                                     | 30                                     | 41                                     | 53                                     | 60                                     | uit                                    |                                        |

### NPO Radio 2 Top 2000
| Nummer met noteringen in de NPO Radio 2 Top 2000 | '07  | '08 | '09  | '10  | '11  | '12  | '13  | '14  | '15  | '16  | '17  | '18  | '19  | '20  | '21  | '22  | '23  | '24  |
| ------------------------------------------------ | ---- | --- | ---- | ---- | ---- | ---- | ---- | ---- | ---- | ---- | ---- | ---- | ---- | ---- | ---- | ---- | ---- | ---- |
| Voltooid verleden tijd                           | 1145 | -   | 1869 | 1694 | 1696 | 1286 | 1264 | 1189 | 1222 | 1247 | 1111 | 1439 | 1425 | 1575 | 1420 | 1497 | 1502 | 1331 |

1. ↑  Een '-' betekent dat het nummer niet was genoteerd en een vetgedrukt getal geeft de hoogste notering aan.
2. ↑  2007 was het eerste jaar met een notering voor dit nummer.